# 裴小倩
裴小倩（1976年4月—），女，汉族，河南西平人。中共党员，全日制硕士，在职教育学博士，副研究员。曾任上海工程技术大学和上海师范大学党委副书记，现任上海音乐学院党委书记。

## 简历
2001年7月毕业于华东师范大学，后留校工作，历任学前教育系教师、校团委副书记、校团委书记、软件学院党委书记、校长助理。
2013年7月，任上海工程技术大学党委副书记，2015年8月兼任上海工程技术大学副校长。
2016年7月，任上海师范大学党委副书记。
2022年9月，任上海音乐学院党委书记，仅46岁即晋升正厅级。

## 荣誉
- 全国大学生志愿者暑期三下乡社会实践先进个人
- 全国优秀共青团干部
- 上海市新长征突击手